# Bützow
Bützow – miasto w powiecie Rostock, w niemieckim kraju związkowym Meklemburgia-Pomorze Przednie, siedziba urzędu Bützow Land, liczy 7 585 mieszkańców (31 grudnia 2008).

## Położenie
Miasto leży pomiędzy rzeką Warnow a jeziorem Bützower See przy ujściu rzeki Nebel. Jest położone około 30 km na południowy zachód od Rostocka, 15 km na zachód od Güstrow i 35 km na wschód od Wismaru.

## Toponimia
Nazwa pochodzenia słowiańskiego, w najstarszych zapiskach w formie Butissowe/Butessowe (1171) i Buczowe/Butzowe (1229). Pochodzi od połabskiego imienia *Bytiš, *Budiš. W języku polskim rekonstruowana w formie Budziszów.

## Historia
- 1171 - gród słowiański
- 1236 - prawa miejskie, posiadłość biskupów Schwerina
- 1239 - stolica diecezji Schwerin
- koniec XIII wieku - mury miejskie
- 1556 - budowa nowego zamku
- 1760–1789 - filia Uniwersytetu Rostock w budynkach zamku
- 1812–1879 - kolegium kryminalne (sąd wyższy) w budynkach zamku
- 1838 - rozpoczęcie budowy zakładu karnego Dreibergen
- 1850 - wybudowanie linii kolejowej do Rostocka, Schwerinu i Güstrow

## Przemysł i komunikacja
Bützow jest siedzibą największego w Meklemburgii-Pomorzu Przednim zakładu karnego, który jest jednocześnie największym pracodawcą w mieście.
W pobliżu miasta przebiegają autostrady A 19 (Berlin-Rostock) i A 20.
W mieście znajduje się stacja kolejowa Bützow na przecięciu dwóch linii kolejowych:
- Hamburg - Schwerin - Bad Kleinen - Bützow - Rostock
- Bützow - Güstrow - Neubrandenburg - Pasewalk - Szczecin

## Współpraca
- Eckernförde, Szlezwik-Holsztyn
- Sillamäe, Estonia
- Straelen, Nadrenia Północna-Westfalia[3]